# Camera dell'assemblea (Saint Vincent e Grenadine)
La Camera dell'Assemblea di Saint Vincent e Grenadine (House of Assembly) è il parlamento unicamerale del piccolo stato caraibico di Saint Vincent e Grenadine, in cui rappresenta il potere legislativo.
La camera dispone di un numero totale di 21 membri. Di questi 14 deputati sono eletti in singole circoscrizioni con il  Plurality voting system, mentre gli altri sei membri, che sono conosciuti come  senatori, sono nominati dal governatore generale: quattro senatori sono nominati per rappresentare il governo e due per rappresentare l'opposizione.
L'Assemblea elegge uno speaker, che ne presiede e dirige le sedute.